# 713 (szám)
A 713 (római számmal: DCCXIII) egy természetes szám, félprím, a 23 és a 31 szorzata.

## A szám a matematikában
A tízes számrendszerbeli 713-as a kettes számrendszerben 1011001001, a nyolcas számrendszerben 1311, a tizenhatos számrendszerben 2C9 alakban írható fel.
A 713 páratlan szám, összetett szám, azon belül félprím, kanonikus alakban a 231 · 311 szorzattal, normálalakban a 7,13 · 102 szorzattal írható fel. Négy osztója van a természetes számok halmazán, ezek növekvő sorrendben: 1, 23, 31 és 713.
A 713 négyzete 508 369, köbe 362 467 097, négyzetgyöke 26,70206, köbgyöke 8,93367, reciproka 0,0014025. A 713 egység sugarú kör kerülete 4479,91112 egység, területe 1 597 088,316 területegység; a 713 egység sugarú gömb térfogata 1 518 298 625,5 térfogategység.